# 陳鏞 (永樂進士)
陳鏞（1385年—1427年），字叔振，浙江承宣布政使司杭州府錢塘縣（今浙江省杭州市）人，明朝政治人物、进士。

## 生平
永樂十三年（1415年）乙未科二甲第六名进士，授庶吉士，改禮部祠祭司主事。杨士奇称赞其“清介端確，表裏一出於正”。后跟随明军讨伐黎利，其告诉李慶说将军柳升骄横，恐怕敌军设伏。李慶遂强起劝柳升，柳升不以为然。后明军战败，陳鏞战死。